# Puderbach (Verbandsgemeinde)
Puderbach est une Verbandsgemeinde (collectivité territoriale) de l'arrondissement de Neuwied dans la Rhénanie-Palatinat en Allemagne. Le siège de cette Verbandsgemeinde est dans la ville de Puderbach.
La Verbandsgemeinde de Puderbach consiste en cette liste d'Ortsgemeinden (municipalités locales) :

Localisation de la Verbandsgemeinde de Puderbach dans l'arrondissement de Neuwied

| 1. Dernbach 2. Döttesfeld 3. Dürrholz 4. Hanroth 5. Harschbach 6. Linkenbach 7. Niederhofen 8. Niederwambach | 1. Oberdreis 2. Puderbach 3. Ratzert 4. Raubach 5. Rodenbach bei Puderbach 6. Steimel 7. Urbach 8. Woldert |